# Irene Seiler

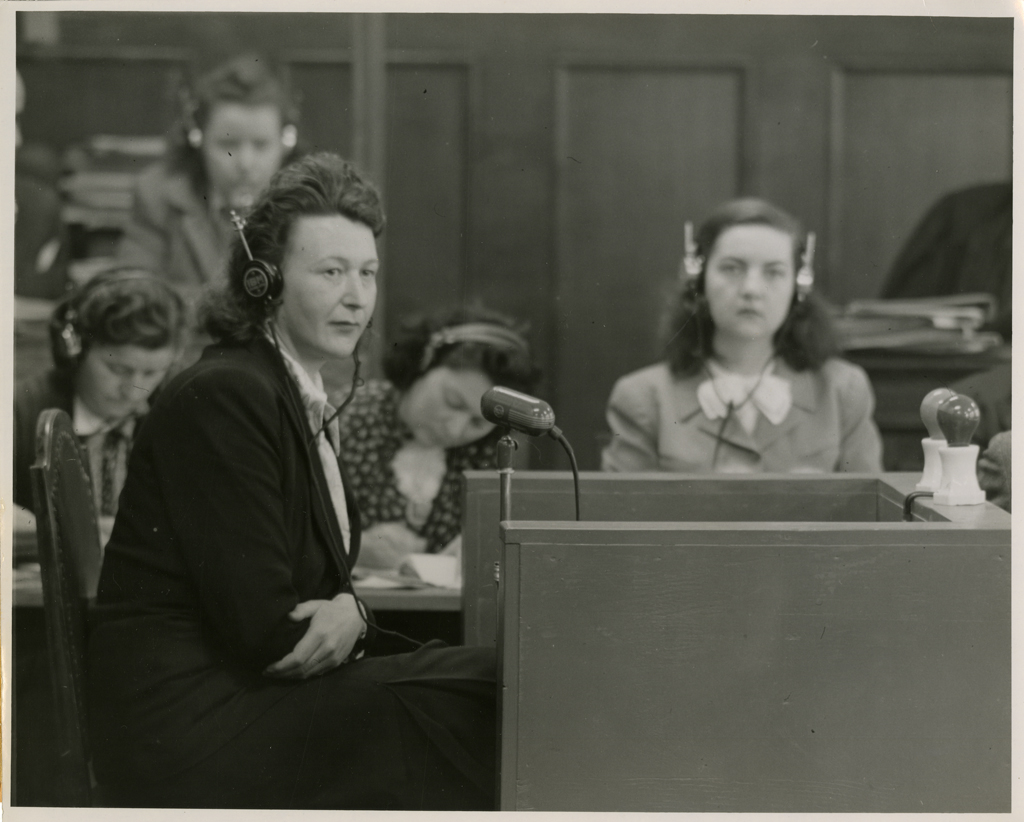
Irene Seiler während ihrer Aussage im Nürnberger Juristenprozess am 26. März 1947

Irene Seiler, geborene Scheffler (* 26. April 1910 in Guben; † Juli 1984 in Apolda) war eine deutsche Fotografin, Justizopfer des Nationalsozialismus und Zeugin im Nürnberger Juristenprozess. Sie wurde durch Bücher und Filme über den Justizmord an dem Juden Leo Katzenberger bekannt.

## Leben

### Jugend, Beruf, Heirat
Irene Scheffler war die Tochter eines Kaufmanns, wuchs in Guben auf und erlernte nach ihrer Schulausbildung den Beruf der Fotografin. Seit 31. Juli 1939 war sie mit Hans Seiler verheiratet.
Weil ihr Vater ein Geschäftsfreund des jüdischen Schuhgroßhändlers Leo Katzenberger war, ging sie 1932 nach Nürnberg und eröffnete in dessen Haus ein Fotoatelier. Zwischen Katzenberger und der viel jüngeren Irene entwickelte sich ein väterlich-freundschaftliches Verhältnis, das von den Mitbewohnern und Nachbarn misstrauisch beobachtet wurde.

### Zeit des Nationalsozialismus
Das hatte nach dem Inkrafttreten der Nürnberger Rassegesetze fatale Folgen für beide. Durch Denunziation der Nachbarn, des Orthopädiemechanikers Paul Kleylein und seiner Ehefrau Babette (Betty), geborene Taubmann, wurde Katzenberger im Juli 1941 verhaftet, bestritt jedoch den Vorwurf, mit Irene Seiler intime Beziehungen gehabt zu haben. Irene Seiler bestätigte diese Aussage, die sie auch beeidete. Am 3. Dezember 1941 wurde sie wegen Verdachts auf Meineid verhaftet. Das Nürnberger Sondergericht zog den Fall an sich und verurteilte in der Hauptverhandlung am 13. März 1942 Katzenberger zum Tode und Seiler wegen Meineids zu zwei Jahren Zuchthaus. Die antisemitische Zeitung „Der Stürmer“ verbreitete sich in rassistischer Hetze über den Fall. Katzenberger wurde am 3. Juni 1942 mit dem Fallbeil enthauptet. Irene Seiler wurde in den Zuchthäusern Aichach und Griebo inhaftiert. Entlassen wurde sie am 19. Juni 1943 aus dem Gefangenenlager „Elberegulierung Post Griebo bei Coswig (Anhalt)“ bei Griebo. Seither lebte sie wieder in Guben und arbeitete als Fotografin.

### Rehabilitierung und späteres Leben
Im Nürnberger Juristenprozess, der vom 17. Februar bis zum 4. Dezember 1947 von einem amerikanischen Militärgericht durchgeführt wurde, trat Irene Seiler als Belastungszeugin gegen die damaligen Richter des NS-Sondergerichtes auf, u. a. Oswald Rothaug. Das Urteil des Sondergerichts Nürnberg gegen sie wurde am 28. März 1947 aufgehoben.
Irene Seiler ging 1948 nach Weimar, wo sie ein Fotoatelier betrieb. Obwohl sie 1947 als Opfer des Faschismus anerkannt worden war, wurde ihr diese Anerkennung 1952 wegen ihrer früheren Mitgliedschaft in der NSDAP wieder entzogen.
1960 zog sie nach Apolda und übernahm dort die Leitung des HO-Fotolabors. Seit 1965 war sie für die NDPD über zwei Wahlperioden Abgeordnete der Apoldaer Stadtverordnetenversammlung. Im Februar 1973 wurde ihr nach längeren Auseinandersetzungen der Status als Verfolgte des Naziregimes wieder zuerkannt. Im gleichen Jahr sagte sie nochmals während eines Prozesses in Nürnberg gegen einen NS-Juristen aus.
Irene Seiler starb kinderlos im Alter von 74 Jahren in Apolda.

## Film
In dem Filmdrama Das Urteil von Nürnberg, ein US-Spielfilm von 1961 über die Nürnberger Juristenprozesse, wurde der Justizmord an Leo Katzenberger erstmals, mit veränderten Namen, filmisch aufgenommen. Die Zeugenaussage von Irene Seiler (im Film: Irene Hoffman-Wallner, gespielt von Judy Garland), in der sie das Unrechtsurteil anprangert, stellt einen dramatischen Höhepunkt des Films dar.
In dem Film Leo und Claire von Joseph Vilsmaier aus dem Jahr 2001 wurde sie Irene Scheffler genannt und von Franziska Petri gespielt.